# Andrzej Frycz Modrzewski

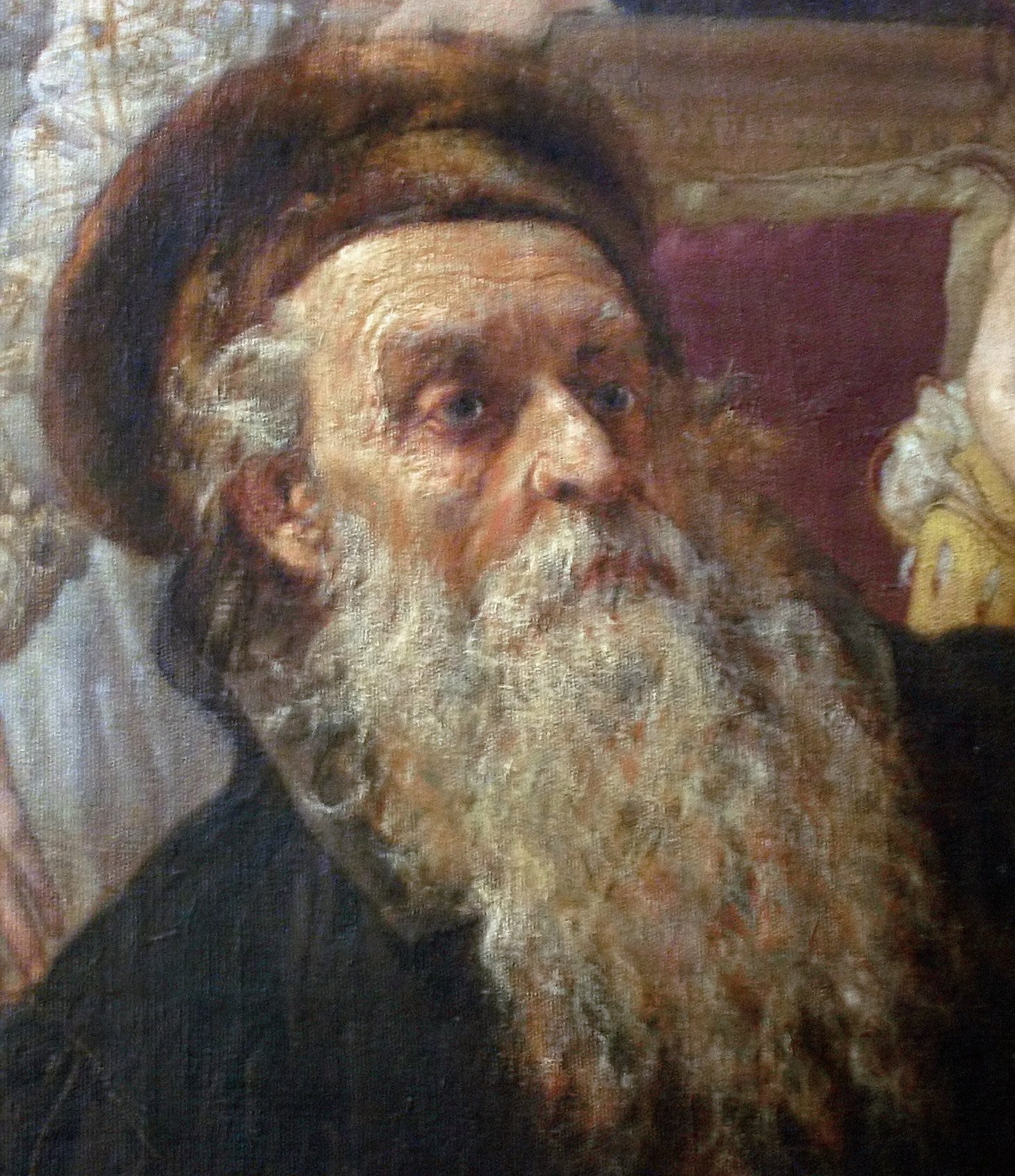
Andrzej Frycz Modrzewski

Andrzej Frycz Modrzewski (lat. Andreus Fricius Modrevius; * 20. September 1503 in Wolbórz; † Herbst 1572 ebenda) war ein polnischer Renaissance-Gelehrter, Humanist und Theologe, genannt „Vater der polnischen Demokratie“. Er wurde in Wolbórz in der Nähe von Piotrków Trybunalski geboren.

## Leben
Modrzewski entstammte dem niederen Adel und war Vogt in seiner Geburtsstadt Wolbórz. Nach dem Abschluss seines Studiums (1517–1522) an der philosophischen Fakultät der Krakauer Akademie wurde er Vikar und diente ab 1523 dem Erzbischof von Gnesen und Primas von Polen, Jan Łaski dem Älteren. Er arbeitete von 1525 bis 1529 als Notar für Kirchenrecht für den Bischof von Posen und späteren Primas von Polen, Jan Latalski. Seit 1530 stand er im Kontakt zu Johannes a Lasco, dem Neffen des polnischen Erzbischofs und dem einzigen polnischstämmigen Reformator vom europäischen Rang. 
Er ging ins Ausland und hielt sich eine gewisse Zeit in Deutschland auf. Seine Reise führte ihn nach Wittenberg, wo er in den Jahren 1531–1535 an der lutherischen Universität studierte. Er kam dort mit Martin Luther, Philipp Melanchthon und anderen protestantischen Vertretern der Reformationsbewegung in Kontakt und informierte den jüngeren Łaski (Lasco) über den Verlauf der Reformation. Als Erasmus von Rotterdam 1536 verstarb, eilte Modrzewski nach Basel, um dessen Bibliothek dem tatsächlichen Eigentümer und Erben, Johannes a Lasco, zu überbringen.
Modrzewski kehrte 1541 nach Polen zurück, wo er 1547 Sekretär am Hofe von König Sigismund II. August wurde. Er zog sich sieben Jahre später in seinen Geburtsort Wolbórz zurück, dessen Vogt er 1553 wurde. Durch sein offenes Eintreten gegen die Missstände der Feudalgesellschaft, für die Reformation, besonders den Calvinismus, wie auch den Unitarismus (siehe auch Polnische Brüder), setzte er sich der ständigen Gefahr einer Anklage der Häresie und des Verlusts aller seiner Titel und Ämter aus; besonders seit der Veröffentlichung seiner kritischen Schriften kühlte sich sein Verhältnis zum Kardinal Stanislaus Hosius merklich ab. Am 6. Dezember 1556 stellte ihm der König im polnischen Reichstag einen Schutzbrief aus, der ihm weitere auf seine Person zielende Repressalien ersparte. Schließlich heiratete Modrzewski 1560; aus dieser Eheverbindung entsprang ein Sohn. Die letzten Jahre seines Lebens verbrachte er überwiegend mit der Ausarbeitung theologischer Schriften; er wird betreffs seines Hauptwerks mit dem Franzosen Jean Bodin zugleich genannt.
Andrzej Frycz Modrzewski nahm auch am Konzil von Trient teil als Mitglied der polnischen Delegation, wo er sich für die Irenik und sowohl  demokratische als auch ökumenische Elemente innerhalb der Römisch-Katholischen Kirche einsetzte.

## Werke
Seine Werke waren unter anderem: 
- Lascius sive de poena homicidii (Die Gnade oder die Strafe für den Totschlag), Erstdruck in lateinischer Sprache, Krakau 1545.
- De Republica emendanda (Die Verbesserung der Republik), Erstdruck in lateinischer Sprache, Krakau 1551 – ohne De Schola und De Ecclesia, aufgrund der Kirchenzensur. Vollständiger Druck 1554 und 1559 in Basel bei Johannes Oporinus, 1557 Erstübersetzung auf Polnisch, Erstdruck auf Deutsch.[2]

In Die Gnade oder die Strafe für den Totschlag kritisierte er die ungleiche Behandlung von Straftätern und Opfern vor dem Gesetz abhängig ihrer sozialen Herkunft. Während die Strafe im Polen des 16. Jahrhunderts für den Mord an einem Adligen ab 120 Grzywnas bis zur Todesstrafe reichte, betrug sie für den Mord an einem Bauer nur 10 Grzywnas.
Dennoch war es sein Werk Die Verbesserung der Republik, das ihm andauernden Ruhm und gleichzeitig internationalen Durchbruch verschaffte. Er befürwortete darin die starke Zentralgewalt der Monarchie (jedoch keine im Stil einer absolutistischen Regierungsform), in der nur der König in der Lage war, die Rechte aller Reichsbürger zu schützen. Er forderte die Gleichheit aller Bürger vor dem Gesetz, kritisierte das Verbot des Landerwerbs durch Nichtadlige sowie die Entmündigung der Stadtbevölkerung bei der Vergabe von öffentlichen Ämtern oder dem Kauf von Land (diese Rechte galten im Königreich Polen nur für den Adelsstand). Er nahm sich auch des Schicksals der unterdrückten Bauern an, indem er ihr das Recht zusprach, ihr eigenes Land zu besitzen und zu bewirtschaften, frei von jedweder Knechtschaft nach Gutsherrenart im Rahmen der Leibeigenschaft. Er forderte die Säkularisation des Schulwesens und die Trennung von Kirche und Staat. Diese Schrift wurde in viele europäische Sprachen übersetzt, brachte ihm aber viele Feinde innerhalb der Kirche und beim Papst Paul IV. ein, der sein Buch 1557 auf den Index der Verbotenen Bücher, Index Librorum Prohibitorum, stellte.

## Zitate
- Ohne Gesetze kann es keine wahre Freiheit geben![3]
- Der Bauer ist nicht euer Sklave, er ist euer Nachbar!